# Briatico
Briatico é uma comuna italiana da região da Calábria, província de Vibo Valentia, com cerca de 4.103 habitantes. Estende-se por uma área de 27 km², tendo uma densidade populacional de 152 hab/km². Faz fronteira com Cessaniti, Vibo Valentia, Zaccanopoli, Zambrone, Zungri.

## Demografia
| Variação demográfica do município entre 1861 e 2011                               |
|                                                                                   |
| Fonte: Istituto Nazionale di Statistica (ISTAT) - Elaboração gráfica da Wikipedia |